# Mircea Stănescu (deputat)
Mircea Cuzino Stănescu (n. 17 iunie 1969, București – d. 5 ianuarie 2009, București) a fost un scriitor, jurnalist și politician român, membru al Parlamentului României, ales pe listele PD, dar din noiembrie 2006 a trecut la PSD. În cadrul activității sale parlamentare, Mircea Stănescu a fost membru în grupurile parlamentare de prietenie cu Republica Venezuela și Republica Estonia.
Fostul deputat Mircea Stănescu s-a sinucis prin împușcare pe data de 5 ianuarie 2009. Mircea Stănescu fusese pus sub acuzare de procuratură în urma unui accident rutier în care se presupune că ar fi ucis, pe trecerea de pietoni, un bărbat ce traversa Șoseaua Aerogării din București.